# Auzatellodes
Auzatellodes és un gènere de papallones nocturnes de la subfamília Drepaninae.

## Taxonomia
- Auzatellodes arizana (Wileman, 1911)
- Auzatellodes hyalinata (Moore, [1868])
- Auzatellodes theafundum  Holloway, 1998